# Himantoglossum montis-tauri
Himantoglossum montis-tauri là một loài thực vật có hoa trong họ Lan. Loài này được Kreutz & W.Lüders mô tả khoa học đầu tiên năm 1997.